# Michael Douglas Crisp
Michael Douglas Crisp ( n. 1950 ) es un botánico australiano. Pertenece al personal académico de la Escuela de Botánica y de Zoología de la Universidad Nacional de Australia de Canberra. Es un especialista en la familia de las leguminosas.
Obtuvo en 1970 su título de grado de la Universidad de Adelaida, al año siguiente su B.Sc. (Hons), de primera clase, de la misma Universidad; y en 1976 su doctorado de la misma Universidad, defendiendo su tesis: “Long term change in arid zone vegetation at Koonamore, South Australia”.

## Algunas publicaciones
- Chappill, J. A., Wilkins, C. F., Crisp, M. D. (2007). Taxonomic revision of Jacksonia (Leguminosae: Mirbelieae). Australian Systematic Botany 20, 473-623
- Crisp, M. D., Cook, L. G. (2007). A congruent molecular signature of vicariance across multiple plant lineages. Molecular Phylogenetics and Evolution 43, 1106-1117
- Biffin, E., Harrington, M. G., Crisp, M. D., Craven, L. A., Gadek, P. A. (2007). Structural partitioning, paired-sites models and evolution of the ITS transcript in Syzygium and Myrtaceae. Molecular Phylogenetics and Evolution 43, 124-139
- Cayzer, L. W., Crisp, M. D., Donaldson, S. (2007). Cheiranthera (Pittosporaceae). Australian Systematic Botany 20, 340-354
- Triono, T., Brown, A. H. D., West, J. G., Crisp, M. D. (2007) A phylogeny of Pouteria (Sapotaceae) from Malesia and Australasia. Australian Systematic Botany 20, 107-118
- Crisp, M. D. (2006). Assembly of biomes: what we know and what we need to know. Journal of Biogeography 33, 1332-1333
- Biffin, E., Craven, L. A., Crisp, M. D., Gadek, P. A. (2006). Molecular systematics of Syzygium and allied genera (Myrtaceae): evidence from the chloroplast genome. Taxon 55, 79- 94
- Cook, L. G. and Crisp, M. D. (2005). Not so ancient: the extant crown group of Nothofagus represents a post-Gondwanan radiation. Proc. of the Royal Society of London, B. Biological Sciences 272, 2535-2544
- Biffin, E., Craven, L. A., Tuiawa, M., Crisp, M. D., Gadek, P. A. (2005). South Pacific Cleistocalyx transferred to Syzygium (Myrtaceae). Blumea 50, 383-388
- Cook, L. G., Crisp, M. D. (2005). Directional asymmetry of long distance dispersal and establishment could mislead reconstructions of biogeography. Journal of Biogeography 32, 741-754
- Crisp, M. D., Cook, L. G. (2005). Do early branching lineages signify ancestral traits? Trends in Ecology and Evolution 20, 122-126
- Crisp, M. D., Cook, L. G., Steane, D. A. (2005). Molecular dating and eucalypts: reply to Ladiges and Udovicic. Australian Systematic Botany 18, 295-296
- Luckow, M., Hughes, C., Schrire, B., Winter, P., Fagg, C., Fortunato, R., Hurter, J., Rico, L., Breteler, F. J., Bruneau, A., Caccavari, M., Craven, L., Crisp, M. D., S., A. D., Demissew, S., Doyle, J. J., Grether, R., Harris, S., Herendeen, P. S., Hernández, H. M., Hirsch, A. M., Jobson, R., Klitgaard, B. B., Labat, J.-N., Lock, J. M., MacKinder, B., Pfeil, B., Simpson, B. B., Smith, G. F., S., M. S., Timberlake, J., Maesen, J. G. v. d., Wyk, A. E. V., Vorster, P., Willis, C. K., Wieringa, J. J., Wojciechowski, M. F. (2005). Acacia: the case against moving the type to Australia. Taxon 54, 513-519
- Orthia, L. A., Cook, L. G., Crisp, M. D. (2005). Generic delimitation and phylogenetic uncertainty: an example from a group that has undergone an explosive radiation. Australian Systematic Botany 18, 41-47
- Orthia, L. A., Crisp, M. D., Cook, L. G., de Kok, R. P. J. (2005). Bush peas: a rapid radiation Crisp, page 9 with no support for monophyly of Pultenaea (Fabaceae: Mirbelieae). Australian Systematic Botany 18, 133-147
- Orthia, L. A., de Kok, R. P. J., Crisp, M. D. (2005). A revision of Pultenaea (Fabaceae: Mirbelieae): 4. Species occurring in Western Australia. Australian Systematic Botany 18, 149- 206
- Pfeil, B. E., Crisp, M. D. (2005). What to do with Hibiscus? A proposed nomenclatural resolution for a large and well known genus of Malvaceae. Australian Systematic Botany 18, 49-60
- Crisp, M. D., Cook, L. G., Steane, D. A. (2004). Radiation of the Australian flora: what can comparisons of molecular phylogenies across multiple taxa tell us about the evolution of diversity in present-day communities? Philosophical Transactions of the Royal Society of London B, Biological Sciences 359, 1551-1571
- Cayzer, L. W., Crisp, M. D. (2004). Reinstatement and revision of Marianthus (Pittosporaceae). Australian Systematic Botany 17, 127-144
- Cayzer, L. W., Crisp, M. D., Telford, I. R. H. (2004). Cladistic analysis and revision of Billardiera (Pittosporaceae). Australian Systematic Botany 17, 83-125
- Pfeil, B. E., Brubaker, C. L., Craven, L. A., Crisp, M. D. (2004). Paralogy and orthology in the Malvaceae rpb2 gene family: investigation of gene duplication in Hibiscus. Molecular Biology and Evolution 21, 1428-1437
- Crisp, M. D., Cook, L. G. (2003). Phylogeny and evolution of anomalous roots in Daviesia (Fabaceae: Mirbelieae). International Journal of Plant Sciences 164, 603-612
- Crisp, M. D., Cook, L. G. (2003). Molecular evidence for definition of genera in the Oxylobium group (Fabaceae: Mirbelieae). Systematic Botany 28, 705-713
- Crisp, M. D., Cook, L. G. (2003). Phylogeny and embryo sac evolution in the endemic Australasian papilionoid tribes Mirbelieae and Bossiaeeae. Advances in Legume Systematics, Part 10. Higher Level Systematics (Eds. B.B. Klitgaard and A. Bruneau) pp. 253-268. Royal Botanic Gardens, Kew
- Hogbin, P. M., Crisp, M. D. (2003). Evolution of the coastal neospecies Zieria prostrata (Rutaceae) and its relationship to the Zieria smithii species complex. Australian Systematic Botany 16, 515-525
- Andrew, R., Miller, J. T., Peakall, R., Crisp, M. D., Bayer, R. J. (2003). Genetic, cytogenetic and morphological variation in a mixed mulga population: evidence for apomixis. Australian Systematic Botany, 16, 69-80
- Laffan, S. W., Crisp, M. D. (2003). Assessing endemism at multiple spatial scales, with an example from the Australian vascular flora. Journal of Biogeography 30, 511-520
- Chandler, G. T., Crisp, M. D., Cayzer, L. W., Bayer, R. J. (2002). Monograph of Gastrolobium (Fabaceae: Mirbelieae). Australian Systematic Botany 15, 619-739
- Pfeil, B. E., Brubaker, C. L., Craven, L. A., Crisp, M. D. (2002). Phylogeny of Hibiscus and the tribe Hibisceae (Malvaceae) using chloroplast DNA sequences of ndhF and the rpL16 intron. Systematic Botany 27, 333-350
- Chandler, G. T., Bayer, R. J., Crisp, M. D. (2001). A molecular phylogeny of the endemic Australian genus Gastrolobium (Fabaceae: Mirbelieae) and allied genera using chloroplast and nuclear markers. American Journal of Botany 88, 1675-1687
- Crisp, M. D. (2001). Historical biogeography and patterns of diversity in plants, algae and fungi: Introduction. Journal of Biogeography 28, 153-155
- Crisp, M. D., Laffan, S., Linder, H. P., Monro, A. (2001). Endemism in the Australian flora. Journal of Biogeography 28, 183-198
- Álvarez, B., Crisp, M. D., Driver, F., Hooper, J. N. A., Van Soest, R. W. M. (2000). Phylogenetic relationships of the family Axinellidae (Porifera: Demospongiae) using morphological and molecular data. Zoologica Scripta 29, 169-198
- Cayzer, L. W., Crisp, M. D., Telford, I. R. H. (2000). Revision of Pittosporum (Pittosporaceae) in Australia. Australian Systematic Botany 13, 845-902
- Cayzer, L. W., Crisp, M. D., Telford, I. R. H. (2000). Auranticarpa, a new genus of Pittosporaceae from northern Australia. Australian Systematic Botany 13, 903-917
- Crisp, M. D., Gilmore, S., Van Wyk, B.-E. (2000). Molecular phylogeny of the genistoid tribes of papilionoid legumes. En ‘Advances in Legume Systematics, Part 9’. (Eds P. S. Herendeen & A. Bruneau.) pp. 249-276. Royal Botanic Gardens: Kew
- Louwhoff, S. H. J. J., Crisp, M. D. (2000). Phylogenetic analysis of Parmotrema (Parmeliaceae: lichenised Ascomycotina). The Bryologist 103, 541-554 Crisp, page 10
- Mant, J. G., Bayer, R. J., Crisp, M. D., Trueman, J. W. H. (2000). A phylogeny of Triodieae (Poaceae: Chloridoideae) based on the ITS region of nrDNA: testing conflict between anatomical and inflorescence characters. In ‘Grasses: Systematics and Evolution’. (Eds S. W. L. Jacobs & J. Everett.) pp. 213-217. CSIRO Publishing: Melbourne
- Cayzer, L. W., Crisp, M. D., Telford, I. R. H. (1999). Bursaria (Pittosporaceae): a morphometric analysis and revision. Australian Systematic Botany 12, 117-143
- Cayzer, L. W., Crisp, M. D., Telford, I. R. H. (1999). Revision of Rhytidosporum (Pittosporaceae). Australian Systematic Botany 12, 689-708
- Crisp, M. D. (1999). Revision of Leptosema (Fabaceae: Mirbelieae). Australian Systematic Botany 12, 1-54
- Crisp, M. D., Appels, R., Smith, F. M., Keys, W. M. S. (1999). Phylogenetic evaluation of 5S ribosomal RNA gene and spacer in the Callistachys group (Fabaceae: Mirbelieae). Plant Systematics and Evolution 218, 33-42
- Crisp, M. D., Gilmore, S. R., Weston, P. H. (1999). Phylogenetic relationships of two anomalous species of Pultenaea (Fabaceae: Mirbelieae), and description of a new genus. Taxon 48, 701-704
- Crisp, M. D., West, J. G., Linder, H. P. (1999). Biogeography of the terrestrial flora. In ‘Flora of Australia. Volume 1. Introduction’. (Eds A. E. Orchard & H. S. Thompson.) 2.ª ed. pp. 321-367. CSIRO: Melbourne. [revista]
- Kanis, A., Crisp, M. D., Orchard, A. E. (1999). Classification, phylogeny and the Flora of Australia. In 'Flora of Australia. Vol 1. Introduction'. (Ed. A. E. Orchard.) 2.ª ed. pp. 125-147. ABRS/CSIRO: Melbourne. [revista]
- Chandler, G. T., Crisp, M. D. (1998). Morphometric and phylogenetic analysis of the Daviesia ulicifolia complex (Fabaceae, Mirbelieae). Plant Systematics and Evolution 209, 93-122
- Chandler, G. T., Crisp, M. D. (1997). Contributions towards a revision of Daviesia (Fabaceae: Mirbelieae). IV. D. ulicifolia sens. lat. Australian Systematic Botany 10, 31-48
- Crisp, M. D., Chandler, G. T. (1997). Contributions towards a revision of Daviesia (Fabaceae: Mirbelieae). V. D. cardiophylla sens. lat. Australian Systematic Botany 10, 321-329
- Crisp, M. D. (1996). Convergent evolution of bird-pollination in Western Australian Fabaceae, and its taxonomic implications. In ‘Gondwanan Heritage: Past, Present and Future of the Western Australian Biota’. (Eds S. D. Hopper, J. A. Chappill, M. Harvey & A. S. George.) pp. 179-186. Surrey Beatty & Sons: Chipping Norton, NSW.
- Crisp, M. D., Chandler, G. (1996). Paraphyletic species. Telopea 6, 813-844
- Lyne, A. M., Crisp, M. D. (1996). Leptospermum jingera (Myrtaceae - Leptospermoideae) - a new species from north-east Victoria. Australian Systematic Botany 9, 301-306
- Weston, P. H., Crisp, M. D. (1996). Trans-Pacific biogeographic patterns in the Proteaceae. In ‘The Origin and Evolution of Pacific Island Biotas, New Guinea to eastern Polynesia, Patterns and Processes’. (Eds A. Keast & S. E. Miller.) pp. 215-232. SPB Academic Publishing bv: Ámsterdam. [revista.]
- Crisp, M. D. (1995). Contributions towards a revision of Daviesia (Fabaceae: Mirbelieae). III. A synopsis of the genus. Australian Systematic Botany 8, 1155-1249
- Crisp, M. D. (1995). Gompholobium inconspicuum (Fabaceae: Mirbelieae), a new species from south-eastern Australia. Muelleria 8, 307-310
- Crisp, M. D. (1995). Revision of Brachysema (Fabaceae: Mirbelieae). Australian Systematic Botany 8, 307-353
- Crisp, M. D., Linder, H. P., Weston, P. H. (1995). Cladistic biogeography of plants in Australia and New Guinea: Congruent pattern reveals two endemic tropical tracks. Systematic Biology 44, 457-473
- Crisp, M. D., Weston, P. H. (1995). Mirbelieae. In ‘Advances in Legume Systematics, Part 7, Phylogeny’. (Eds M. D. Crisp & J. J. Doyle.) pp. 245-282. Royal Botanic Gardens: Kew. [revista.]
- Linder, H. P., Crisp, M. D. (1995). Nothofagus and Pacific biogeography. Cladistics, 11, 5- 32

## Honores

### Eponimia
- (Fabaceae) Dillwynia crispii Jobson & P.H.Weston[1]

- (Rosaceae) Cotoneaster × crispii Exell[2]

- La abreviatura «Crisp» se emplea para indicar a Michael Douglas Crisp como autoridad en la descripción y clasificación científica de los vegetales.[3]